# Alphonse Daudet
Alphonse Daudet (13. května 1840 Nîmes – 16. prosince 1897 Paříž) byl francouzský spisovatel, čelný představitel naturalismu a autor divadelních her.

## Životopis
Narodil se v Nîmes v rodině Vincenta Daudeta (1806–1875) obchodníka s hedvábím a Adeline roz. Reynaud (1805–1882). Měl bratry Henriho (1832–1856), Ernesta (1837–1921) a sestru Anne Allard (1848–1936). S manželkou Julií roz. Allard měl syny Léona (1867–1942), Luciena (1878–1946) a dceru Edmée Chauvelot (1886–1937). 

Po nepokojích roku 1848 přestal obchod jeho otce prosperovat a roku 1849 se rodina přestěhovala do Lyonu. Již v průběhu studia na gymnáziu projevoval Alphonse Daudet intenzivní zájem o literaturu – svůj první (nedochovaný) román napsal v roce 1855. Po maturitě roku 1856 byl nucen z důvodu nedostatku finančních prostředků pro další studium nastoupit jako pomocný učitel v Alès. Po neúspěšném pokusu o sebevraždu pro nešťastnou lásku jej rodiče poslali za bratrem Ernestem do Paříže, kde Alphonse Daudet ihned nastoupil dráhu spisovatele. Kromě svého pařížského bytu pobýval často i v blízkém Champrosay, kde brzy zakoupil dům. Od roku 1860 pracoval také jako sekretář knížete z Morny, a to až do jeho smrti v r. 1865; poté se už věnoval výlučně tvůrčí činnosti. 23. ledna 1867 se oženil s Julií Allard, s níž pak prožil mnoho let šťastného manželství a rostoucí literární slávy. 

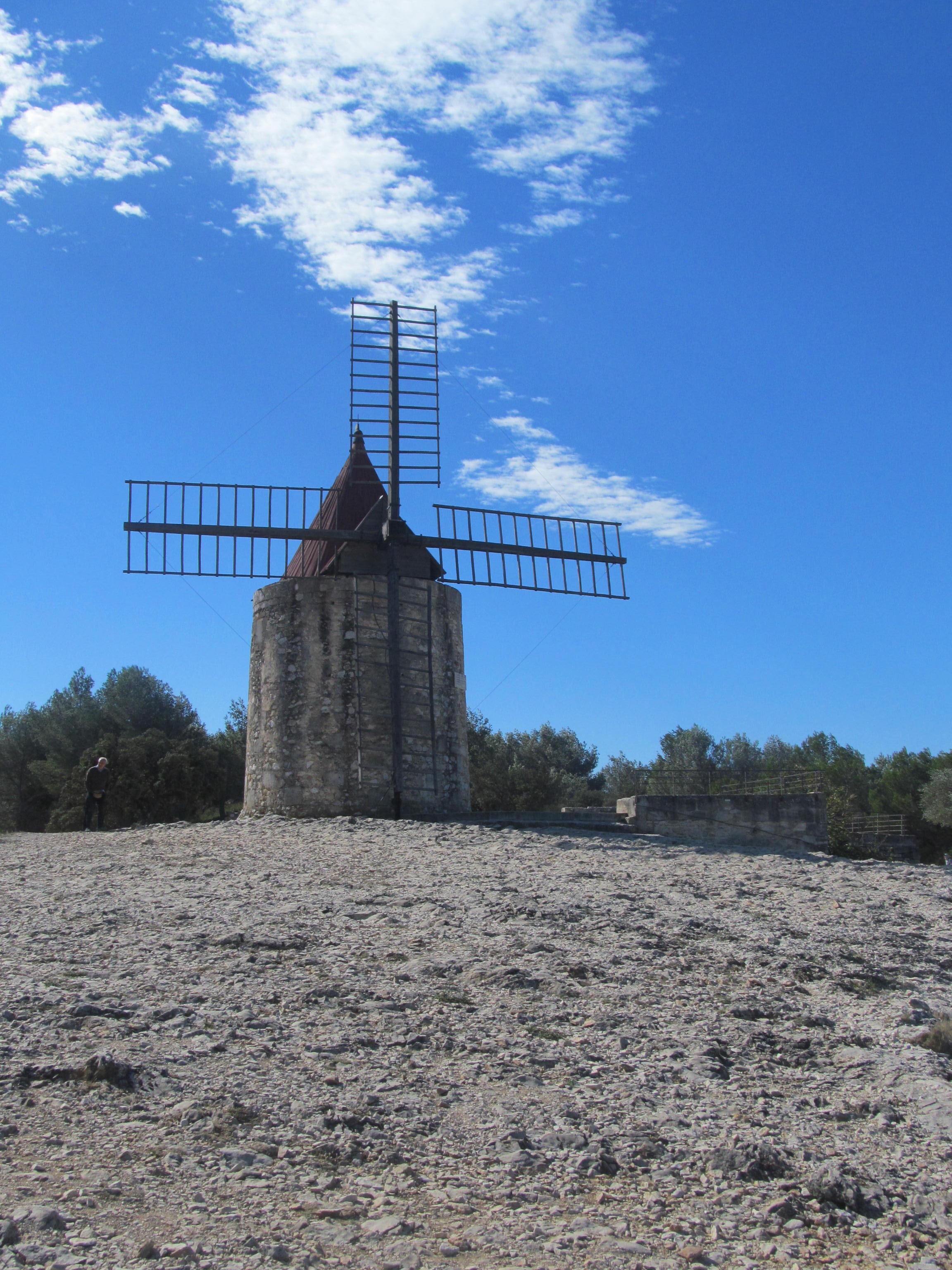
Daudetův mlýn u Fontvieille v Provence

Od roku 1880 trpěl Daudet postupně čím dál více neznámou a nevyléčitelnou nemocí míchy. Přes opakované ozdravné pobyty v Alpách se jeho zdravotní stav dále zhoršoval a během 90. let 19. století jeho literární aktivita postupně slábla. Zemřel náhle na zástavu srdce 16. prosince 1897.

## Dílo
- Les Amoureuses, 1858
- La Dernière Idole – divadelní hra , 1862
- Lettres de mon moulin, 1866–1869
- Le Petit Chose, 1868
- L'Arlésienne, 1871 – divadelní hra s hudbou George Bizeta
- Tartarin de Tarascon, 1872
- Contes du lundi, 1873
- Fromont Jeune et Risler Aîné, román, 1874
- Jack, 1876
- Le Nabab, 1877
- Les Rois en exil, 1879
- Numa Roumestan, 1881
- L'Évangéliste, 1883
- Sapho, 1884
- Tartarin sur les Alpes, 1885
- L'Immortel, 1889
- Port-Tarascon, 1890
- La Petite Paroisse, 1895

## Česká vydání
- Fromont ml. & Risler st.: román – přeložil Louis Schmidt. Praha: Jan Otto, 1877[1]
- Králové ve vyhnanství: pařížský román – přeložil Jan Herzer. Praha: V. B. Čech, 1881[2]
- Nabob: obraz mravů pařížských – přel. J. J. Benešovský-Veselý. Praha: J. Otto, 1882[3]
- Numa Roumestan: obraz mravů pařížských – přeložil J. J. Benešovský-Veselý. Praha: A. R. Lauermann, 1883[4]
- Podivuhodná dobrodružství neohroženého Tartarina z Tarasconu. Drobné povídky – přeložil František Rosa. Praha: Alois Hynek, 1884[5]
- Fromont junior a Risler senior: drama v šesti odděleních – sepsali Alfons Daudet a Adolf Belot; přeložila Eliška Pešková. Praha: V. Knapp, 1891
- Jack: obraz mravú současných – Praha: Národní listy, 1891[6]
- Krásná Niverňanka: historie staré lodi a jejího mužstva – přeložil Jaromír Borecký. Praha: Jaroslav Pospíšil, 1893[7]
- Sapho: (v objetí krásné Pařížanky): obraz pařížských mravů – přeložil Ferdinand Boháček. Praha: I. L. Kober, 1893
- Lydiin hřích – přeložil Václav Hladík. Praha: J. R. Vilímek, 1895
- Rosa a Ninetta: obraz mravů současných – přeložil J. J. Benešovský-Veselý. Praha: J. Otto, 1898[8]
- Drobeček: historie dítěte – přeložil J. J. Benešovský-Veselý. Praha: J. Otto, 1900[9]
- Evangelistka: pařížský román – přeložil L. Z. Praha: "Práva lidu", 1900[10]
- Sapho: hra o pěti jednáních – napsali Alphonse Daudet a Adolphe Belot; obsah převyprávěl Gustav Schmoranz. Praha: Národní divadlo, 1904
- Podpora rodiny: obraz mravů pařížských – přel. J. J. Benešovský-Veselý. J. R. Vilímek, před 1905[11]
- Tartarin na Alpách – Praha: 1905
- Važte si české školy – [Slovo úvodní mladým čtenářům: A. Černý. Poslední škola: A. Daudet. "Ich bin kein Preusse!": Laura Kieler, přel. J. F. Khun.  Z denníku poznaňského učitele: H. Sienkiewicz, přel. V. Kredba.] Praha: František Šimáček, 1906[12]
- Listy z mého mlýna – přel. Mařka Drechslerová. Praha: Máj, 1907
- Umělecká manželství – přel. Jiřina Knöslová. Praha: Alois Hynek, 1911[13]
- Tři tiché mše – in: 1000 nejkrásnějších novel... č. 38, úvod František Sekanina, přel. Jarka Nevole, s. 91–99. Praha: J. R. Vilímek, 1912
- Povídky – Praha: Antonín Svěcený, 1912[14]
- Tartarin z Tarasconu – přeložil Jiří Guth; illustroval J. Wenig. Praha: Hejda & Tuček, 1915
- Přístav Tarascon: poslední dobrodružství slovutného Tartarina – přeložil Jiří Guth; ilustroval J. Wenig: Praha: Hejda & Tuček, 1916
- Bobeček: příběhy dítěte – Přerov: s. n., 1917
- Sapho: mravy pařížské – přeložil Jiří Guth. Praha: František Topič, 1917[15]
- Tartarin na Alpách: nová dobrodružství tarasconského hrdiny – přeložil Jiří Guth; illustroval J. Wenig. Praha: Hejda & Tuček, 1917
- Krásná Sidonie: román ze života pařížského – ilustroval Louis Morin; přel. Antonín Macek. Praha: A. Svěcený, 1919
- Listy z mého mlýna – přeložila Marie Sedláčková. Praha: J. Otto, 1920
- Arelatka: obraz ze života o třech jednáních – hudba od M. G. Bizeta; přeložil Jan Herzer. Brno: Národní divadlo, 1928?
- Sapfo: pařížské mravy – přeložil Jaroslav Poch; ilustroval Teodor Pchálek. Praha: Rodinná knihovna, 1930
- Listy z mého mlýna – přel. Josef Menzl; s předmluvou Václava Černého. Praha Melantrich, 1931
- Sapfo – přeložila Eliška Malysová. Praha: Melantrich, 1931
- Sapfo: pařížské mravy – přeložil Miroslav Drápal; studii o autoru napsal Václav Černý. Praha: Rudolf Kmoch, 1946
- Krásná Niverňanka – přeložila Marie Sobotková. Praha: Mladá fronta, 1946
- Tartarin z Tarasconu – přeložil Vilém Pech; obálku navrhl a ilustrace nakreslil Otakar Mrkvička. Praha: SNDK, 1950
- Tartarin v Alpách – přeložila Věra Smetanová; ilustrace Josef Hochman: Praha: Práce, 1951
- Listy z mého mlýna – přeložili J. a R. Pochovi. Praha: SNKLHU, 1953
- Tartarin z Tarasconu – přeložila Eva Musilová; ilustroval Vladimír Tesař. Praha: SNDK, 1968
- Numa Roumestan – přel. Jiří Konůpek. Praha: Lidová demokracie, 1968
- Listy z mého mlýna. Pondělní povídky – přeložil Jaroslav Šonka. Praha: Odeon, 1974
- Krásná Niverňanka a jiné povídky – ilustroval Zdeněk Kudělka; přeložil Jaroslav Šonka; výbor sestavil a doslov napsal Václav Cibula. Praha: Albatros, 1976
- Dopisy z mého mlýna – kresby Miloslav Chlupáč; přeložil Jaroslav Šonka. Praha: Arbor vitae, 2005